# William A. MacCorkle
William Alexander MacCorkle, född 7 maj 1857 i Rockbridge County i Virginia, död 24 september 1930 i Charleston i West Virginia, var en amerikansk politiker (demokrat). Han var West Virginias guvernör 1893–1897.
MacCorkle efterträdde 1893 Aretas B. Fleming som guvernör och efterträddes 1897 av George W. Atkinson.
MacCorkle skrev böcker om Monroedoktrinen och en självbiografi.